# Rejet-de-Beaulieu Communal Cemetery
Le cimetière « Rejet-de-Beaulieu Communal Cemetery » est un cimetière militaire  de la Première Guerre mondiale situé sur le territoire de la commune de Rejet-de-Beaulieu, Nord. 

## Localisation
Ce cimetière est situé au sud-est du village juste à côté du cimetière communal.

## Historique
Le village de Rejet-de-Beaulieu fut occupé par les troupes allemandes fin août 1914 et resta loin du front jusqu'au 4 novembre 1918, date à laquelle le village fut pris par les troupes britanniques après de violents combats.

## Caractéristiques
Il y a maintenant plus de 53 victimes de guerre de 1914-18 commémorées sur ce site, la plupart tombées le 4 novembre 1918. La parcelle couvre une superficie de 186 mètres carrés et est entourée d'un muret en pierre.

## Sépultures
| Pays        | Sépultures |
| ----------- | ---------- |
| Royaume-Uni | 50         |
| Australie   | 3          |
| Total       | 53         |

### Liens Externes
http://www.inmemories.com/Cemeteries/lerejet.htm